# Ayla, la filla de la guerra
Ayla: la filla de la guerra és una pel·lícula dramàtica turca del 2017 dirigida per Can Ulkay. Va ser seleccionada per a ser presentada per Turquia per ser la millor pel·lícula en llengua estrangera als 90è Premis de l'Acadèmia, però no va ser nominada.

## Argument
Turquia envia una brigada a Corea del Sud com a resultat de la crida d'ajuda feta per les Nacions Unides quan Corea del Nord va envair Corea del Sud el 1950. El sergent Süleyman, un dels soldats de la brigada, troba una nena la mare i el pare de la qual van ser assassinats al camp de batalla. Li posa el sobrenom d'Ayla perquè la va trobar a la llum de la lluna. Els dos fan amistat malgrat la barrera de l'idioma entre ells, però es separen quan Süleyman ha de tornar a casa sense la nena.

## Repartiment
- Çetin Tekindor fa de sergent Süleyman
  - İsmail Hacıoğlu fa de jove sergent Süleyman
- Lee Kyung-jin fa d'Ayla
  - Kim Seol fa de nena Ayla
- Ali Atay fa d'Ali
- Damla Sönmez fa de Nuran
- Murat Yıldırım fa de tinent Mesut
- Claudia Jessie fa de Marilyn Monroe
- Eric Roberts fa de major Gen Coulter

## Producció
Ayla es basa en la història real de Kim Eun-ja i Süleyman Dilbirliği, el retrobament de la vida real dels quals es va mostrar al documental de Munhwa Broadcasting Corporation de 2010 Kore Ayla dirigit per Choucheon MBC. En el càsting celebrat a Corea del Sud el 2016, l'actriu infantil Kim Seol, que abans havia interpretat el paper de Jin-ju a la popular sèrie de televisió sud-coreana Reply 1988, va ser escollida per al paper de la jove Ayla. Ko Eun-min va interpretar el paper de la mare de la jove Ayla.
El rodatge va començar el 2016. La pel·lícula va ser patrocinada per Turkish Airlines, amb el suport del Ministeri de Cultura i Turisme de Turquia. La major part del rodatge es va dur a terme a Turquia. El rodatge a Turquia es va acabar el juny de 2017.